# Allan Kemakeza
Sir Allan Kemakeza (geboren 1951) was tussen 2001 en 2006 de premier van de Salomonseilanden. Hij is lid van de Peoples Alliance Party.
Bij de verkiezingen van 5 december 2001 won de partij 20 van de 49 zetels in het parlement en werd daarmee de grootste partij. Op 17 december 2001 werd Kemakeza met 29 van de 50 stemmen verkozen tot premier, waarna hij op 19 december van dat jaar werd beëdigd.
Voor zijn verkiezing tot premier heerste er chaos in de Salomonseilanden vanwege de rivaliteit tussen verschillende milities van de verschillende eilanden. De onlusten bereikten een hoogtepunt tijdens de coup van juni 2000, toen de voorganger van Kemakeza, Bartholomew Ulufa'alu, gevangengenomen werd. Bij het aantreden van Kemakeza heersten er nog steeds problemen tussen de eilanden, maar Kemakeza besloot de internationale gemeenschap toe te staan in zijn land. Met de komst van de Australische vredesmissie RAMSI (Regional Assistance Mission to the Solomon Islands) in 2003 werd de orde in het grootste deel van het land weer hersteld. RAMSI heeft het hoofdkwartier in de hoofdstad Honiara.
Kemakeza bleef premier tot 2006. In dat jaar verloor hij de verkiezingen en trad hij af. Tussen 2010 en 2014 was hij voorzitter van het parlement van de Salomonseilanden.